# والتهام (ماساچوست)
والتم (به انگلیسی: Waltham) شهری در بخش میدلسکس ایالت ماساچوست است که در سال ۱۷۳۸ بنیان‌گذاری شده‌است. این شهر در سرشماری سال ۲۰۱۰ میلادی، ۶۰٬۶۳۲ نفر جمعیت داشته‌است.